# Дженів Расселл
Дженів Расселл (англ. Janieve Russell; нар. 14 листопада 1993) — ямайська легкоатлетка, яка спеціалізується у спринті та бігу з бар'єрами.

## Спортивні досягнення
Бронзова олімпійська призерка в естафетному бігу 4×400 метрів (2021). Фіналістка змагань з бігу на 400 метрів на двох Олімпіадах — 4-е місце у 2021 та 7-е місце у 2016.
Срібна призерка чемпіонату світу в естафетному бігу 4×400 метрів (2022). Срібна призерка чемпіонату світу в змішаному естафетному бігу 4×400 метрів (2019, виступала в забігу). Фіналістка (5-е місце) змагань з бігу на 400 метрів з бар'єрами на чемпіонаті світу (2015).
Чемпіонка світу в приміщенні в естафетному бігу 4×400 метрів (2022).
Бронзова призерка в естафетному бігу 4×400 метрів на Світових естафетах (2017).
Переможниця Континентального кубку ІААФ у бігу на 400 метрів з бар'єрами (2018).
Чемпіонка світу серед юніорів у бігу на 400 метрів з бар'єрами (2012). Срібна (2012) та бронзова (2010) призерка в естафетному бігу 4×400 метрів на чемпіонатах світу серед юніорів.
Срібна призерка чемпіонату Північної та Центральної Америки та країн Карибського басейну в бігу на 400 метрів з бар'єрами (2018).
Дворазова чемпіонка (2018, 2022) та бронзова призерка (2014) Ігор Співдружності в бігу на 400 метрів з бар'єрами. Дворазова чемпіонка Ігор Співдружності в естафетному бігу 4×400 метрів (2018, 2022).
Багаторазова чемпіонка Ямайки в бігу на 400 метрів з бар'єрами (2015, 2018, 2021, 2022).